# America (Schiff, 1965)
Die America (CV-66) war ein im Januar 1965 in Dienst gestellter Flugzeugträger der United States Navy. Sie gehörte der aus vier Einheiten bestehenden Kitty-Hawk-Klasse an, die in den Jahren 1961 bis 1968 fertiggestellt wurde. Den ersten aktiven Einsatz hatte das Schiff 1967 während des Sechstagekrieges. Die America verbrachte einen Großteil ihrer aktiven Dienstzeit im Atlantik- und Mittelmeerraum, nahm aber auch an drei Einsätzen während des Vietnamkriegs teil, bei denen ihre Bordflugzeuge an mehreren Luftangriffen beteiligt waren. In den 1970er und 1980er Jahren folgten Operationen in Krisengebieten wie dem Libanon und Libyen. Während des Zweiten Golfkriegs war die America Teil der Operationen Desert Shield und Desert Storm.
Als erste Einheit der Kitty-Hawk-Klasse wurde das für seine Verdienste vielfach ausgezeichnete Schiff 1996 nach 31 Dienstjahren ausgemustert und in die Reserveflotte verlegt, wo es insgesamt 9 Jahre verbrachte. Trotz Versuchen, die America als Museumsschiff zu erhalten, wurde der Träger im Mai 2005 nach mehrwöchigen Waffentests versenkt. Die America ist das größte jemals versenkte Kriegsschiff.

## Technik
Die America hatte eine Rumpflänge von 302 Meter, das Flugdeck war 319 Meter lang. Die Rumpfbreite betrug 39,36 Meter, während das Flugdeck an seiner breitesten Stelle 76,8 Meter maß. Das Schiff verfügte wie die meisten großen Flugzeugträger über ein Flugdeck in Winkelbauweise, also mit aus der geraden Achse heraus abgewinkelten Start- und Landebahnen. Der darunter befindliche Hangar konnte nach unterschiedlichen Angaben zwischen maximal 75 und 85 Flugzeuge sowie Hubschrauber aufnehmen, die über vier Aufzüge auf das obere Deck transportiert wurden. Aufzug eins und zwei befanden sich auf Höhe des Flugzeugkatapults am Bug des Trägers, Nummer drei beim Kommandoturm und Nummer vier auf Höhe des Heckkatapults.
Die America besaß im Gegensatz zu den heutigen Flugzeugträgern der United States Navy keinen nuklearen Antrieb. Acht Dampfkessel trieben vier Getriebeturbinen an, die auf vier Schraubenwellen wirkten. Bei einer Leistung von 280.000 shp erreichte der Träger so eine Höchstgeschwindigkeit von über 30 Knoten. Bei einer durchschnittlichen Reisegeschwindigkeit von 20 Knoten konnte die America mehr als 9.000 nautische Meilen zurücklegen, ohne dabei neuen Treibstoff zu bunkern.
Neben den im Laufe der langen Dienstzeit wechselnden Fluggeräten verfügte das Schiff über eine eher defensive Bewaffnung. Die RIM-2-Terrier-Raketen und die später ausgerüsteten RIM-7-Sea-Sparrow-Raketen dienten als Flugabwehrsysteme, während die Phalanx-CIWS-Kanonen ergänzend zur Verteidigung des Nahbereichs zum Einsatz kamen. Durch diese eher schwache Bewaffnung reiste die America so wie fast alle Flugzeugträger der United States Navy zumeist mit anderen Schiffen in Flugzeugträgerkampfgruppen, die den Träger vor möglichen Angriffen schützen sollten.

## Name und Insigne

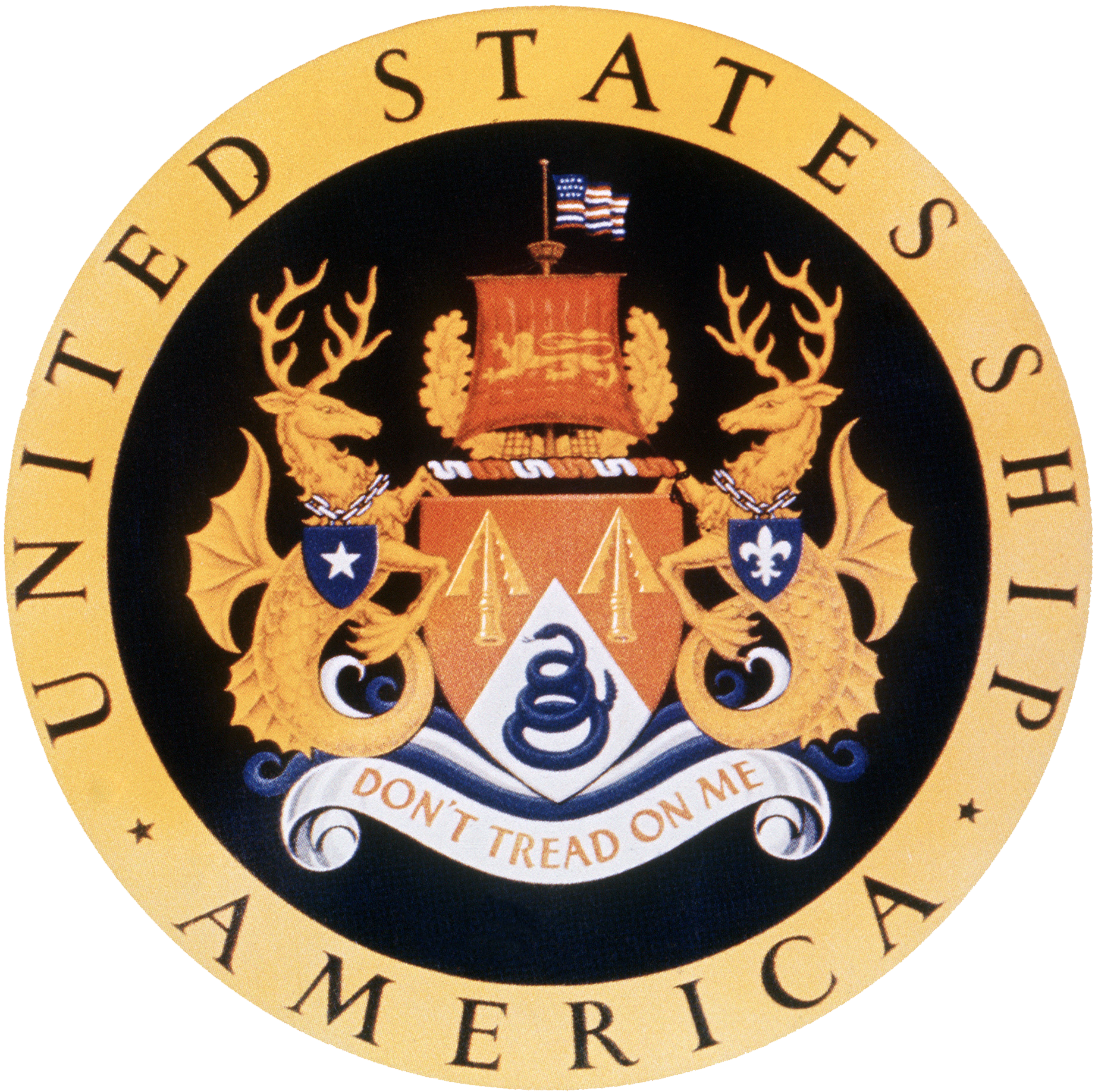
Insigne der USS America

Die America war das dritte Schiff dieses Namens in der United States Navy. Aufgrund des Namens besaß der Träger einen hohen symbolischen Stellenwert in der Navy. Der Name America war zuvor mehr als vierzig Jahre lang nicht vergeben worden. Zuletzt erhielt im Jahr 1917 der bis 1920 eingesetzte Truppentransporter USAT America (gebaut als Passagierdampfer Amerika der Hamburg-Amerikanische Packetfahrt-Actien-Gesellschaft) diesen Namen.
Die Insigne der America ist schwarz und hat eine goldene Umrandung, in welcher der Schriftzug United States Ship America steht. Hauptthema der Insigne ist der Seefahrer John Paul Jones, nach dem mehrere Schiffe der United States Navy benannt wurden. Das Innere der Insigne zeigt zwei Hirschkopffische, welche die lebenslange Verbundenheit Jones zur See und dem Marinedienst symbolisieren sollen. Der linke Hirschkopffisch trägt ein Schild mit einem weißen Stern zur Symbolik der Vereinigten Staaten, während das Schild am rechten Hirschkopffisch mit dem Fleur-de-Lys Frankreich darstellen soll, wo Jones längere Zeit gedient hatte.
Beide Hirschkopffische tragen ein Schild, in dem zwei Pfeilspitzen und eine Schlange abgebildet sind. Die Pfeilspitzen stehen für die Verbindung zwischen See- und Luftwaffe in Form des Flugzeugträgers. Die Schlange wiederum war ein beliebtes Symbol in der Kontinentalarmee, besonders auf den Flaggen ihrer Schiffe. Das über dem Schild befindliche Segel mit der US-amerikanischen Flagge symbolisiert die Schlacht John Paul Jones auf der Bonhomme Richard im Kampf gegen die britische Serapis. Das ebenfalls in der Insigne enthaltene Motto der America lautete „Don’t Tread On Me“, ein Zitat von John Paul Jones.
Das Kürzel CV-66 ist eine Kennung der US Navy für Flugzeugträger. Das „C“ steht dabei für „cruiser“ (englisch für „Kreuzer“), das „V“ für eine Klasse von Luftfahrzeugen. Die Kennung CV bekommt ein Fahrzeug mit der Aufgabe, Starrflügelflugzeuge zu tragen. Die auch im militärischen Sprachgebrauch anzutreffenden Deutungen „Carrier Vessel“ oder „Carrier Vehicle“ sind nicht korrekt. Die Zahl 66 steht für den 66. in Auftrag gegebenen Flugzeugträger.

## Planung und Bau

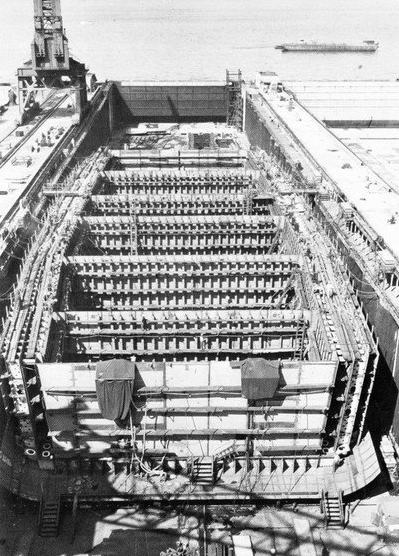
Die USS America während der Bauphase, 1961

Im November 1960 wurde der Auftrag über den Bau der America vergeben. Ursprünglich war das Schiff als Schwesterschiff der nuklear betriebenen Enterprise geplant. Aufgrund zu hoher Kosten wurde das jedoch verworfen und der neue Träger als dritte Einheit der Kitty-Hawk-Klasse mit herkömmlichem statt nuklearem Antrieb gebaut.
Am Neujahrstag 1961 wurde der Kiel des Trägers bei Newport News Shipbuilding gelegt. Da Schiffe dieser Größe nicht mehr konventionell vom Stapel laufen können, wurde die Taufzeremonie am 1. Februar 1964 beim erstmaligen Aufschwimmen im gefluteten Baudock vorgenommen. Taufpatin war Catherine McDonald, die Gattin des Admirals und damaligen Chief of Naval Operations David L. McDonald. Nach über drei Jahren im Trockendock wurde das Schiff in die Norfolk Naval Shipyard überführt und dort am 23. Januar 1965 von der United States Navy offiziell in Dienst gestellt. Erster Kommandant der America war Konteradmiral Lawrence Heyworth junior (1921–2003).
Der Träger blieb noch bis zum 15. März 1965 zu Ausrüstungszwecken in der Norfolk Naval Shipyard und lag anschließend zehn Tage lang für Übungen in den Hampton Roads. Weitere Probefahrten führten das Schiff anschließend zu den Virginia Capes in der Chesapeake Bay, wo unter anderem am 5. April der erste Katapultstart eines der Bordflugzeuge durchgeführt wurde. Nach Beendigung der Tests traf die America am 23. Juni in der Guantanamo Bay Naval Base ein und ging anschließend wieder in die Werft nach Norfolk zurück, um Verbesserungen am Schiff durchzuführen. Anschließend folgten weitere Testfahrten.

## Dienstzeit

### Erste Einsätze

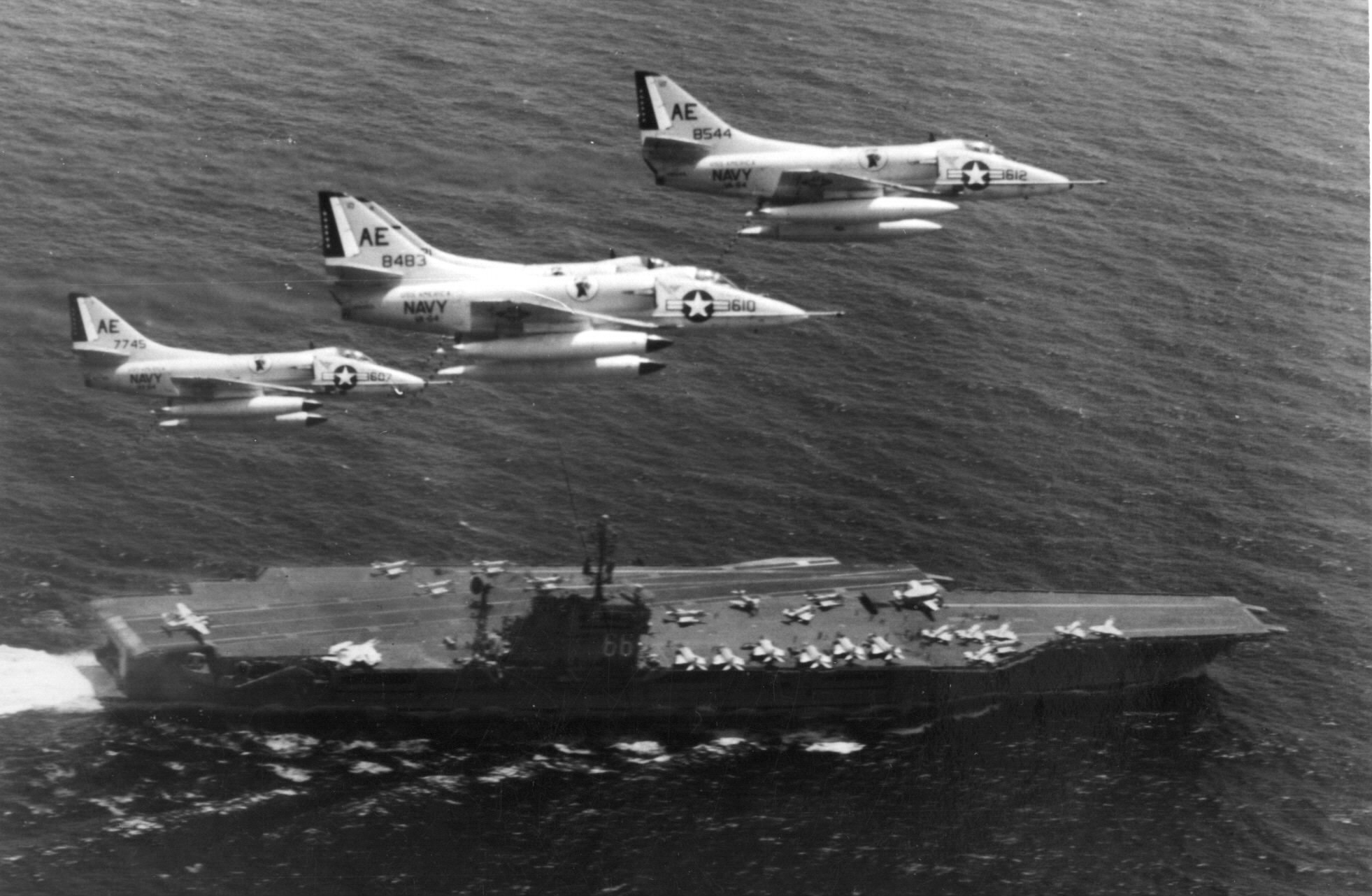
Bordflugzeuge vom Typ Douglas A-4C überfliegen die America, ca. 1966

Die erste Einsatzfahrt der America führte sie Ende 1965 bis 1966 ins Mittelmeer. Auf dieser ersten Fahrt verlor der Träger gleich drei seiner Flugzeuge: Am 19. Oktober 1965 kollidierten in der Luft zwei McDonnell F-4 während eines Trainingsflugs 32 Kilometer von der America entfernt. Beide Piloten konnten sich retten. Bei einem weiteren Vorfall verunglückte am 3. September ein Flugzeug aufgrund eines Defekts am Startkatapult, welches beim Start das Bugfahrwerk des Maschine abriss. Das Flugzeug legte sich auf die Seite und fing Feuer. Der Pilot kam ums Leben, ein weiteres Besatzungsmitglied erlitt Verbrennungen.
Die zweite Einsatzfahrt von Januar 1967 bis in den Herbst des Jahres führte die America ebenfalls ins Mittelmeer. Sie löste in dieser Position den Flugzeugträger Independence ab. Während des Einsatzes befand sich der Träger während des Sechstagekrieges vor Ort. Dorthin war er im Mai 1967 berufen worden, als sich eine Krise in der Region andeutete. Nach Kriegsbeginn am 5. Juni wurde das Schiff in Gefechtsbereitschaft versetzt. Nach dem Angriff auf die Liberty flogen Hubschrauber der America verwundete Besatzungsmitglieder an Land, während schwer Verwundete direkt an Bord des Trägers behandelt wurden. Drei Tage später starteten von der America Kampfflugzeuge, um Vergeltungsangriffe durchzuführen, die aber nach dem Schuldbekenntnis der Israelis abgebrochen wurden. Nach Ende des Sechstagekrieges nahm die America ihren regulären Einsatz wieder auf. Noch im selben Jahr wurde eine Übung mit dem britischen Träger Hermes, dann ein Übungsschießen mit der Josephus Daniels und der Harry E. Yarnell durchgeführt. Im Anschluss lag die America bis Anfang 1968 wieder in der Norfolk Naval Shipyard und führte dann erste Erprobungsfahrten durch.

### Erster Einsatz in Vietnam

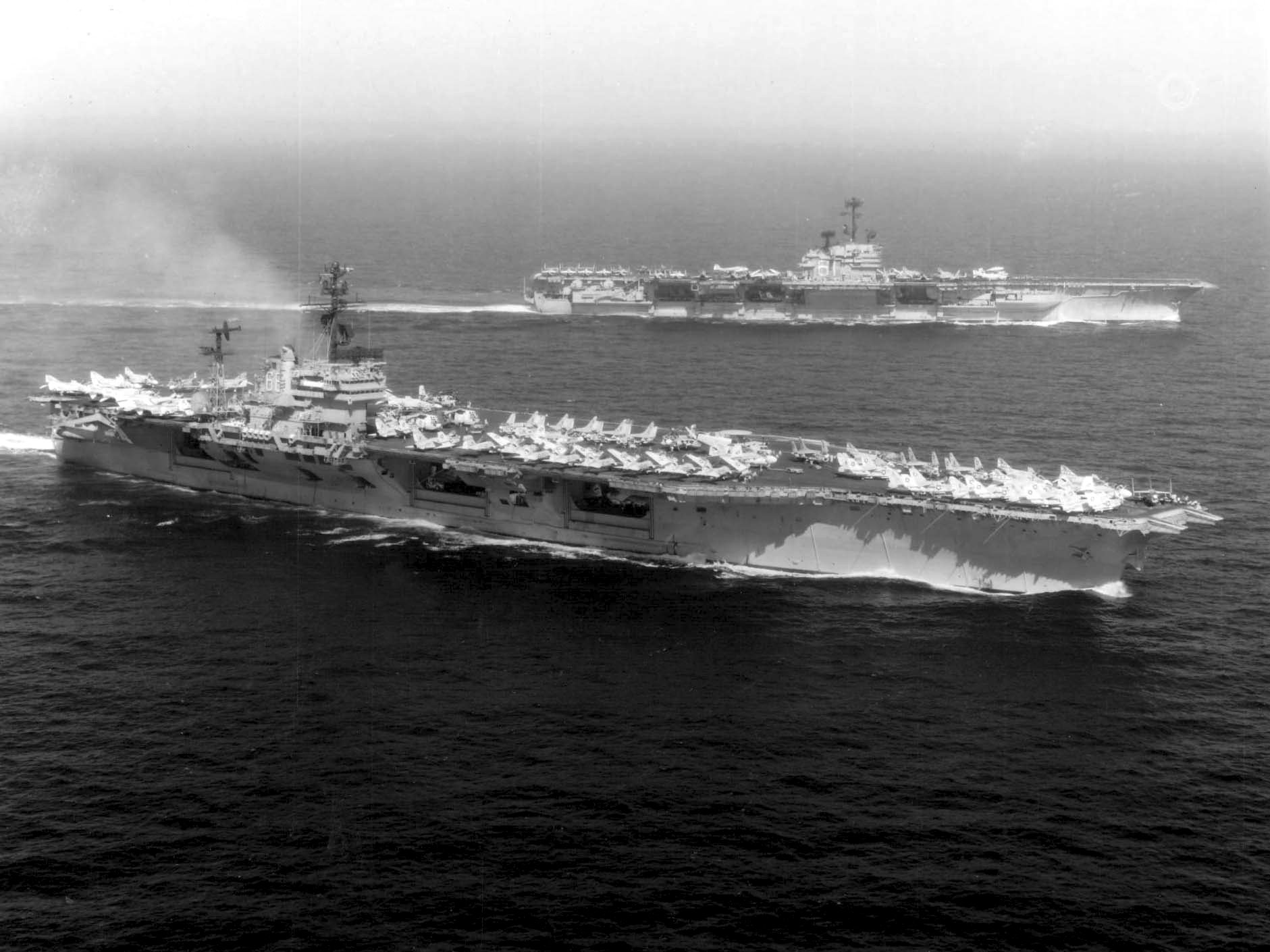
America (Vordergrund) und Ranger vor der Küste Vietnams, Januar 1973

Im April 1968 folgte der erste Einsatz der America im Vietnamkrieg. Sie fuhr um das Kap der Guten Hoffnung in den Indischen Ozean und lief dann in den Pazifik ein, wo sie zuerst die US-Marinebasis Subic Bay ansteuerte. Von der Yankee Station vor der vietnamesischen Küste aus wurden ab Anfang Juni Angriffe auf nordvietnamesische Stellungen geflogen. Ende des Jahres erreichte sie schließlich wieder Norfolk, wo sie sich einer Überholung unterzog, die neun Monate in Anspruch nahm.

### Testflüge für PrototypU-2R
Nach Abschluss der Überholung wurde an Bord der America vom 21. bis zum 23. November 1969 der von Lockheed entwickelte Prototyp U-2R getestet. Trotz erfolgreicher Probeflüge, Starts und Landungen kam die Maschine anschließend vermutlich nie wieder auf einem Flugzeugträger zum Einsatz.

### Weitere Einsätze in Vietnam
Ab April 1970 folgte der zweite Vietnam-Einsatz, bei dem das Schiff erneut in der Basis von Subic Bay stationiert war. Hauptaufgabe waren Angriffe auf Straßennetze, Wasserwege, Militärfahrzeuge sowie Treibstofflager. Im August 1970 unterbrach die America ihren Einsatz für einen Besuch in Manila, bei dem der philippinische Präsident Ferdinand Marcos in Begleitung seiner Frau Imelda Marcos und des US-Botschafters des Landes an Bord kam. Bis November desselben Jahres erfolgten Übungseinsätze vor Korea sowie im Japanischen Meer, ehe der Träger wieder in der Subic Bay zum Kampfeinsatz kam.
Im Juni 1972 wurde die America zum dritten und letzten Mal nach Vietnam abgeordert. Ursprünglich sollte der Träger im Juli für eine weitere Übungsfahrt ins Mittelmeer aufbrechen. Der Admiral und damalige Chief of Naval Operations, Elmo R. Zumwalt, kam eigens zu diesem Zweck am 2. Juni (drei Tage vor der Abfahrt nach Vietnam) an Bord des Schiffes, um die Besatzung von dem neuen Einsatz in Kenntnis zu setzen. Im November fiel eines der Bordkatapulte durch ein Feuer aus, welches jedoch mit bordeigenen Mitteln gelöscht werden konnte. Die Reparatur erfolgte im Dezember in der Subic Bay. Nachdem der Träger mehrere Monate lang gemeinsam mit der Enterprise, der Oriskany und der Ranger für Luftangriffe in der Yankee Station lag, wurde das Feuer am 27. Januar 1973 eingestellt. Im Februar kehrte die America in die Vereinigten Staaten zurück. Damit war die Zeit des Schiffes in Vietnam beendet.
Die Einsätze der America in Vietnam brachten dem Träger unter anderem fünf Battle Stars ein.

### Einsätze im Mittelmeer und im Libanon

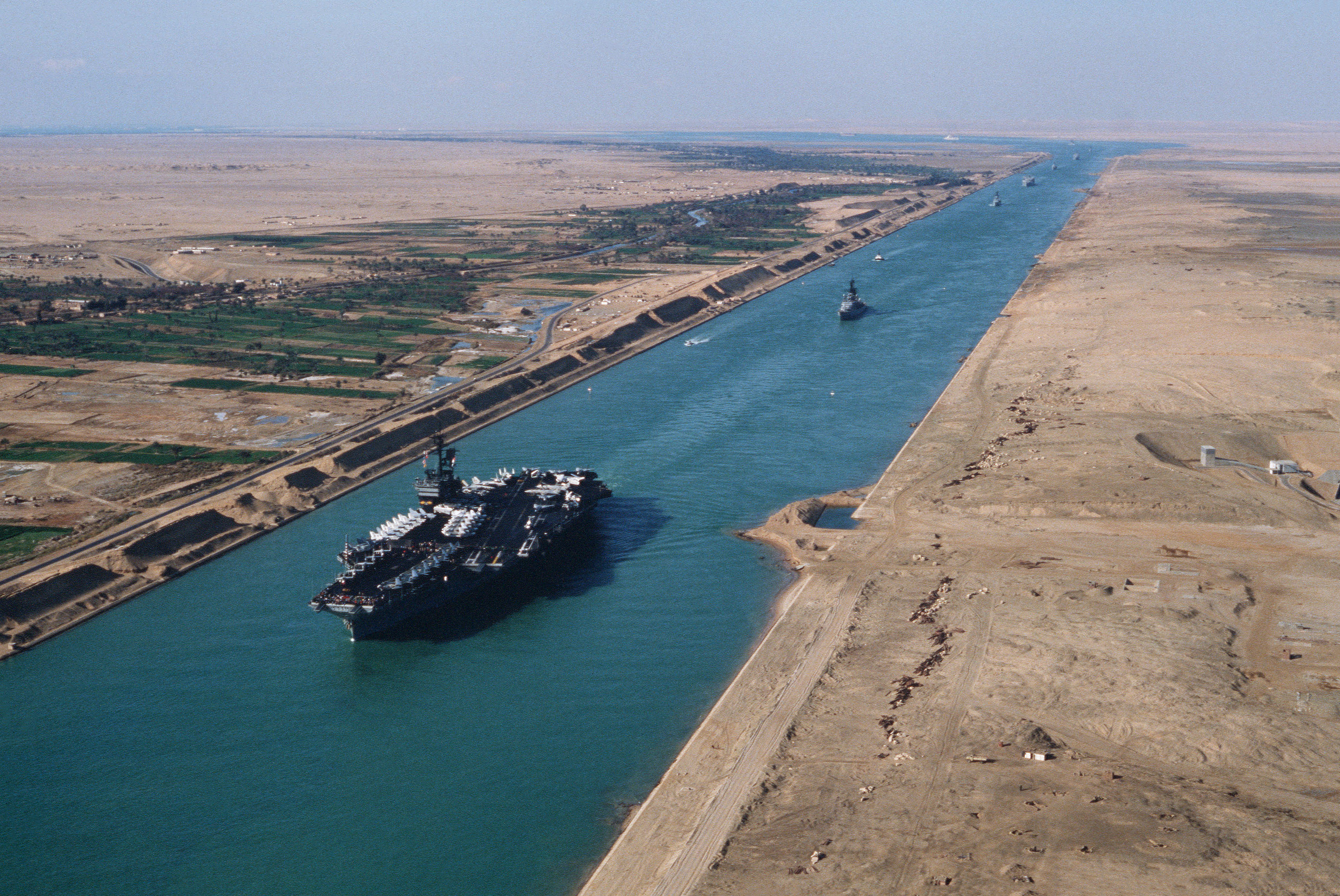
Die America im Sueskanal, 1981

Anfang 1974 operierte die America schließlich wieder im Mittelmeer, wo sie an mehreren NATO-Übungen teilnahm und mehrere Häfen zu Freundschaftsbesuchen anlief. 1976 befand sich der Träger ebenfalls im Mittelmeer, als erste Anzeichen einer Krise im Libanon ersichtlich wurden. Nächste Einsätze dort dauerten von September 1977 bis April 1978 und März 1979 bis September 1979.
1980 verbrachte die America hauptsächlich zur Überholung in Norfolk. Danach, im April 1981, fuhr die America mit ihren Eskorten California und Preble erst ins Mittelmeer, dann in den Indischen Ozean. Am 6. Mai 1981 wurde sie zum ersten US-Flugzeugträger seit der Intrepid im Juni 1967, der den Sueskanal passierte. Ab dem 4. August 1981 erfolgte eine als Weapons Week bezeichnete Übung in den Gewässern von Diego Garcia. Bei dieser Gelegenheit wurde am 15. August der Leichnam des im September 1972 über Nordvietnam abgeschossenen Lieutenant Stephen O. Musselman dem Meer übergeben, nachdem die vietnamesische Regierung die sterblichen Überreste im Juli 1981 freigab. Musselman hatte zuletzt an Bord der America gedient. Nach Abschluss der Übung kehrte das Schiff im November nach Norfolk zurück. Ein Jahr später endete die nächste Fahrt im Mittelmeer.
Am 2. Januar 1983 löste die America die Nimitz vor der Küste des Libanon ab und führte danach mehrere Übungen durch. Am 8. Juli war sie ein weiteres Mal in heimatlichen Gewässern. Nächste Einsätze im Mittelmeer dauerten von Mai 1984 bis November 1984 und von August bis Oktober 1985.

### Libyen
Nachdem die Situation in Libyen zu eskalieren drohte, verließ die America im März 1986 Norfolk, um erneut im Mittelmeer eingesetzt zu werden. Am 23. März operierte der Träger mit seinen Eskorten Ticonderoga, Scott und Caron vor Libyen, wobei seine Flugzeuge gemeinsam mit Einheiten der Saratoga auch südlich der Linie 32°30′ N, von Muammar al-Gaddafi als Todeslinie bezeichnet, flogen. Ticonderoga, Scott und Caron überquerten am Morgen des 24. März ebenfalls die Todeslinie. Am Morgen und Nachmittag wurden von einer libyschen Flugabwehrstellung bei Sirte mehrere Raketen vom Typ SA-5 Gammon gestartet, die jedoch die amerikanischen Flugzeuge verfehlten. Später näherte sich ein libysches Kriegsschiff, das von zwei A-6 Intruder des an Bord der America stationierten VA 34 mit AGM-84 Harpoon versenkt wurde. Die Flugabwehrstellung bei Sirte konnte anschließend erfasst und mit AGM-88 HARM bekämpft werden. Im April war die America an der Durchführung der Operation El Dorado Canyon beteiligt. Nach Beendigung des Einsatzes stürzte im selben Monat vor Syrakus ein zur Versorgung eingesetzter Bordhubschrauber des Trägers auf dem Flugdeck ab, wobei mehrere Besatzungsmitglieder verletzt wurden. Im November erreichte das Schiff Norfolk. Bis Anfang 1988 folgte daraufhin eine lang andauernde Überholung.

### Zweiter Golfkrieg
Nach einer Modernisierung und einem fünfmonatigen Trainingsprogramm wurde die America während des Zweiten Golfkriegs, ab dem 28. Dezember 1991, ein letztes Mal in aktive Kampfeinsätze verwickelt.  Sie nahm dort gemeinsam mit der Theodore Roosevelt an der Operation Desert Shield teil, die im Januar 1991 zur Operation Desert Storm wurde. Das Schiff war im Roten Meer stationiert, von wo aus ihre Bordflugzeuge an Angriffen im Irak teilnahmen. Der Einsatz wurde im März 1991 beendet.

### Letzte Dienstjahre und Ausmusterung
Im Spätsommer 1995 diente das Schiff als Teil einer Flugzeugträgerkampfgruppe im Bosnienkrieg während der Operation Deliberate Force gegen die Armee der Republika Srpska als Stützpunkt von 24 Kampfflugzeugen des Typs McDonnell Douglas F/A-18. Ebenfalls stationiert waren Kampfflugzeuge vom Typ Grumman EA-6, die der Marine Tactical Electronic Warfare Squadrone angehörten.
Ursprünglich sollte das Schiff in den späten 1990er Jahren ein Service Life Extension Program durchlaufen, was jedoch wegen Budgetkürzungen verworfen wurde. Die America befand sich aus diesem Grund in ihren letzten Dienstjahren in einem schlechten technischen Zustand. Am 9. August 1996 wurde der Träger daher als erste Einheit der Kitty-Hawk-Klasse außer Dienst gestellt, während seine Schwesterschiffe noch mehrere Jahre länger im Einsatz blieben (das Typschiff Kitty Hawk sogar noch bis 2009). Nach fast neun Jahren Liegezeit wurde entschieden, die America während einer Schießübung zu versenken, um die Einwirkung moderner Waffen auf Schiffe dieser Größe zu untersuchen. Die dabei gemachten Erfahrungen sollten in die Entwicklung der neuen Klasse von Flugzeugträgern (Gerald-R.-Ford-Klasse) einfließen.

## Versenkung

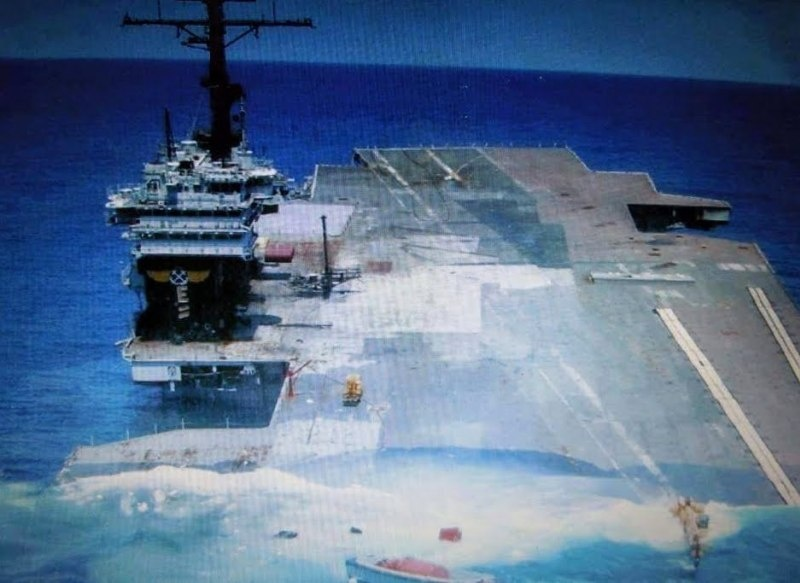
Die sinkende USS America, 14. Mai 2005

Nach einer offiziellen Zeremonie zur Verabschiedung des Schiffes am 25. Februar 2005 verließ die America am 19. April im Tau von Schleppern den Hafen von Philadelphia, um im Rahmen von mehrwöchigen Ship Sinking Exercises vor die US-Ostküste gebracht zu werden. In den folgenden Wochen wurde das Schiff mit verschiedenen Waffen und Sprengstoffen angegriffen. Der Träger war mit Kameras und Sensoren ausgestattet, um alle Schäden und die Auswirkungen der jeweiligen Waffensysteme aufzuzeichnen. Das sollte zeigen, wie viel Beschädigungen ein moderner Flugzeugträger aushalten kann. Am 14. Mai wurde das noch schwimmende Wrack schließlich im Atlantik rund 400 km südöstlich von Cape Hatteras versenkt. Die America ist das größte Kriegsschiff, das je versenkt wurde. Ihr Wrack liegt laut United States Navy, in einer im Dezember 2006 veröffentlichten Antwort auf die Anfrage von Veteranen der America, „aufrecht in einem Stück“ („upright in one piece“) auf Position 33° 9′ N, 71° 39′ W. in 5.140 Metern Tiefe.

## Namensnachfolger
Nachdem die Pläne zur Erhaltung der America als Museum scheiterten und das Schiff versenkt wurde, bemühte sich die Vereinigung der America-Veteranen um eine erneute Vergabe des Namens an einen Flugzeugträger. Angedacht war ursprünglich das Typschiff der Klasse, zu deren Entwicklung die America als Ziel- und Testschiff zum Einsatz kam. Die United States Navy beschloss jedoch im Januar 2006 für diese Einheit (und zugleich für die Schiffsklasse) den Namen Gerald R. Ford. Nach weiteren Bemühungen der Vereinigung gab der damalige United States Secretary of the Navy, Donald C. Winter, bei einem Treffen der Veteranen im Juni 2008 den Bau der America-Klasse bekannt, deren Typschiff America (LHA-6) im Oktober 2014 den Dienst aufnahm.

## Kommandanten des Schiffes

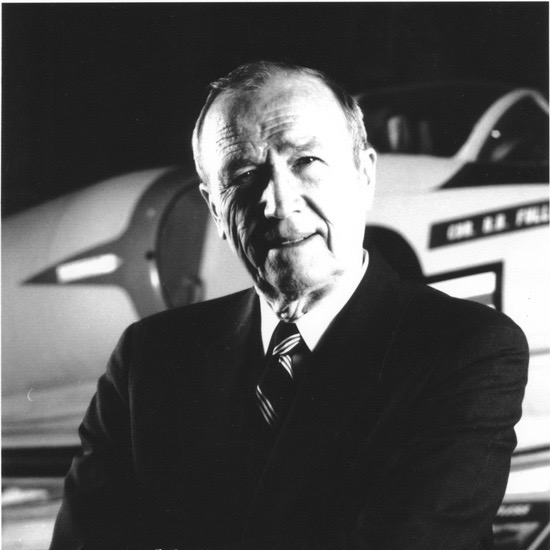
Donald Davenport Engen, zweiter Kommandant von 1966 bis 1967

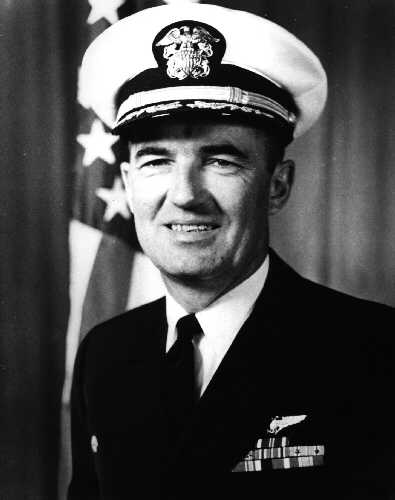
Frederick Charles Turner, dritter Kommandant von 1967 bis 1968

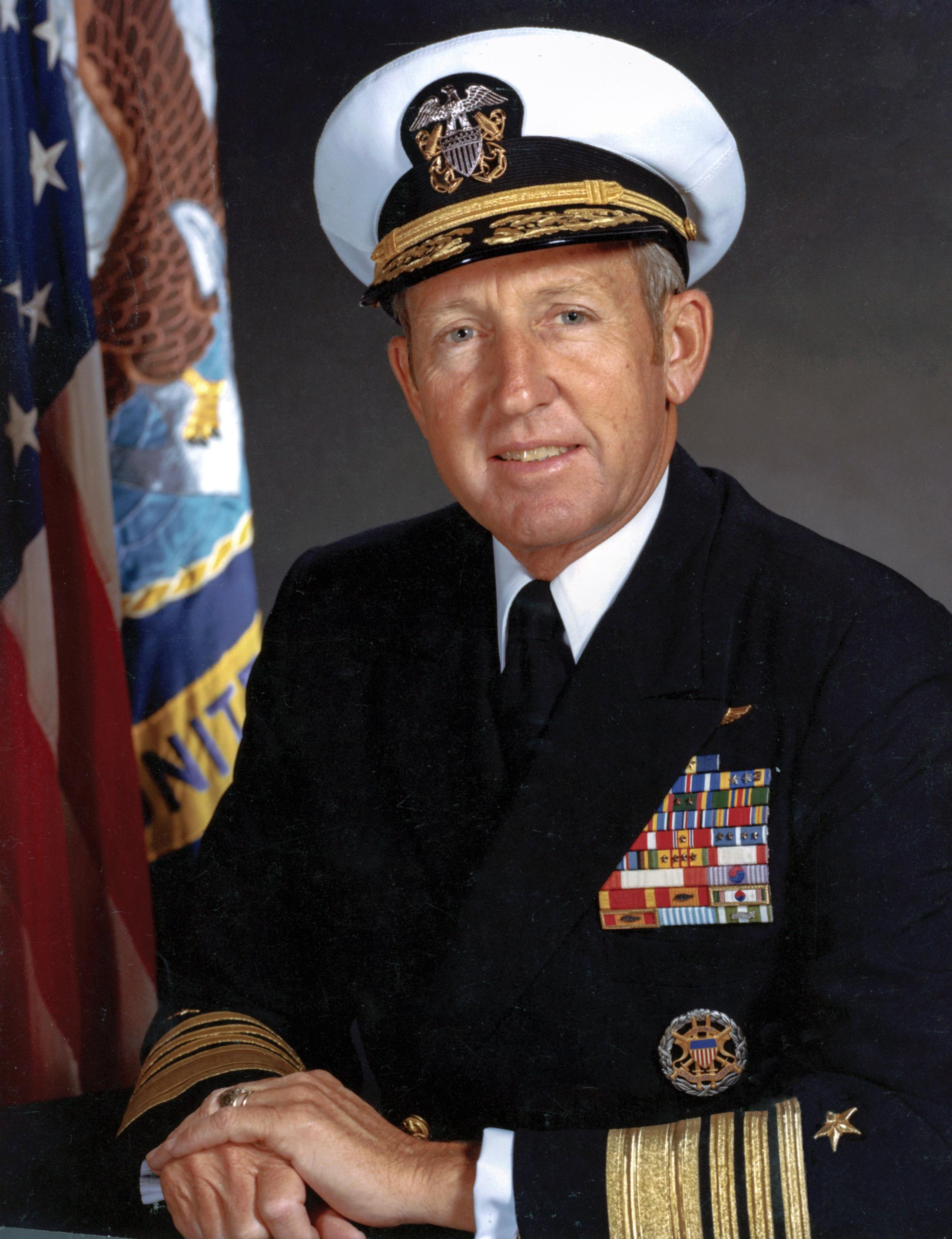
Thomas Bibb Hayward, fünfter Kommandant von 1969 bis 1970

Liste der Commanding Officer der USS America (CV-66) während ihrer Dienstzeit.
| Rang    | Name                            | Beginn der Berufung | Ende der Berufung  |
| ------- | ------------------------------- | ------------------- | ------------------ |
| Captain | Lawrence Heyworth junior        | 23. Januar 1965     | 20. Juli 1966      |
| Captain | Donald Davenport Engen          | 20. Juli 1966       | 31. Juli 1967      |
| Captain | Frederick Charles Turner        | 31. Juli 1967       | 4. Oktober 1968    |
| Captain | Richard Edwards Rumble          | 4. Oktober 1968     | 20. Dezember 1969  |
| Captain | Thomas Bibb Hayward             | 20. Dezember 1969   | 2. November 1970   |
| Captain | Thomas Beckwith Russell junior  | 2. November 1970    | 7. April 1972      |
| Captain | Burton Hale Shepherd            | 7. April 1972       | 11. April 1973     |
| Captain | Thomas Harvey Replogle          | 11. April 1973      | 29. September 1974 |
| Captain | Daniel Gilbert McCormick III.   | 29. September 1974  | 7. April 1976      |
| Captain | Robert Byron Fuller             | 7. April 1976       | 17. April 1978     |
| Captain | William Frederick Meyer         | 17. April 1978      | 23. August 1979    |
| Captain | Rene Wesley Leeds               | 23. August 1979     | 11. Februar 1981   |
| Captain | James Francis Dorsey junior     | 11. Februar 1981    | 30. Juli 1982      |
| Captain | Denis Thomas Schwaab            | 30. Juli 1982       | 3. Februar 1984    |
| Captain | Leighton Warren Smith junior    | 3. Februar 1984     | 2. Juli 1985       |
| Captain | Richard Charles Allen           | 2. Juli 1985        | 28. Februar 1987   |
| Captain | James Anthony Lair              | 28. Februar 1987    | 13. August 1988    |
| Captain | John Joseph Coonan junior       | 13. August 1988     | 14. Oktober 1989   |
| Captain | John James Mazach               | 14. Oktober 1989    | 8. Februar 1991    |
| Captain | Kent Walker Ewing               | 8. Februar 1991     | 8. August 1992     |
| Captain | William Winston Copeland junior | 8. August 1992      | 25. Februar 1994   |
| Captain | Ralph Edward Suggs              | 25. Februar 1994    | 21. September 1995 |
| Captain | Robert Eugene Besal             | 21. September 1995  | 30. September 1996 |

## Auszeichnungen
Während ihrer Dienstzeit erhielt die America folgende Auszeichnungen:
- Navy Unit Commendation (×3)
- Navy Meritorious Unit Commendation (×5)
- Navy Expeditionary Medal (×3)
- National Defense Service Medal (×2)
- Armed Forces Expeditionary Medal (×5)
- Vietnam Service Medal (5 Battle Stars)
- Southwest Asia Service Medal (2 Stars)
- Armed Forces Service Medal
- Humanitarian Service Medal
- Republic of Vietnam Meritorious Unit Citation (Gallantry Cross Medal with Palm)
- NATO Medal
- Republic of Vietnam Campaign Medal
- Liberation of Kuwait Medal (Saudi-Arabien)
- Kuwait Liberation Medal